# Туле (фантомний острів)

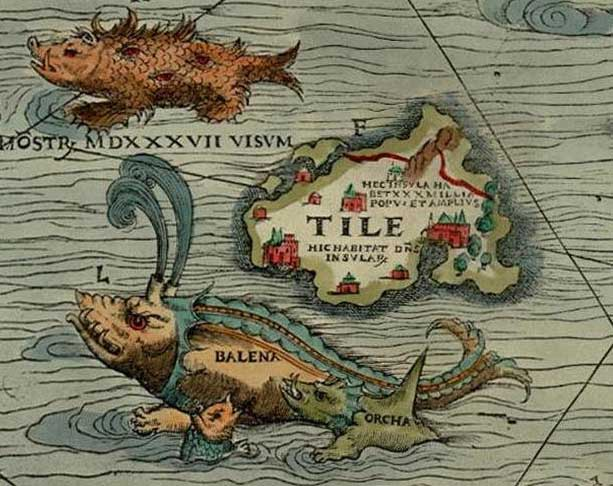
Фрагмент мапи Carta Marina (XVI ст.) з зображенням острова Туле, який, був описаний Піфеєм.

Туле (грец. Θούλη, лат. Thule) — фантомний острів на півночі Європи, який описується грецьким мандрівником Піфеєм в його звіті «Про океан» (лат. De Oceano).

## Античні джерела
Оригінал звіту Піфея до нас не дійшов, але змогли зберегтися перекази в деяких джерелах, наприклад: в «Загальній історії» Полібія написано: «... той Піфей, хто ввів багатьох в оману, повідомляючи, що перетнув всю Британію пішки, поміщає острів окружністю в 40 тисяч стадій і розповідає про Туле, в тих місцях, де не існує власне суші, моря і повітря, а тільки якась суміш цих елементів, консистенція якої можна порівняти з желе і в якій не можна ні йти, ні пливти» . Найбільш ранній опис острову, що дійшов до нас — згадка в  «Географії» Страбона близько 20 року н. е.  В якій він пише, що Піфей стверджував, що до цього острова треба пливти шість днів на північ від  Британії, і про те, що Туле знаходиться біля  «замершого моря». В книзі 5 Страбон додає, що Піфей стверджував, що острів є найпівнічнішим островом Британських островів. Також  Страбон переказуя слова Піфея детально описує жителів Туле.

## Вислівultima Thule
В класичній середньовічній літературі вислів «найвіддаленіший Туле» (лат. ultima Thule), мав значення будь-якого далекого місця.

## Інші згадки
Острів згадується великою кількістю мореходів, які плавали в Північній Атлантиці, одним з них був Христофор Колумб, в 1477 році, в 1910 археологічну культуру ескімосів у Канаді та Гренландії назвали Туле.